# Panzerverband Friebe
Het Panzerverband Friebe was een Duitse gepantserde gevechtsgroep (Kampfgruppe) van de Wehrmacht tijdens de Tweede Wereldoorlog. Deze gevechtsgroep was genoemd naar zijn commandant, Oberst Werner Friebe, en werd ingezet in Galicië in maart-mei 1944, o.a. tijdens de Slag om Tarnopol.

## Krijgsgeschiedenis
Panzerverband Friebe werd medio maart 1944 opgericht in Galicië uit verschillende onderdelen van verschillende eenheden in het gebied van het 4e Pantserleger.
Op 20 maart 1944 om 19.00 u werd het Panzerverband onder bevel gesteld van het 13e Legerkorps om vanaf de volgende dag in actie te komen rond Brody. Op deze dag bestond de eenheid uit: 
- I./Pantsergrenadierregiment 74
- I./Pantsergrenadierregiment 8
- I./Pz.Reg.11
- Schwere Panzer-Abteilung 507 (vanaf 29 maart 1944, delen)
- Werferbrigade 6
- schwere Pz.Brüko 849

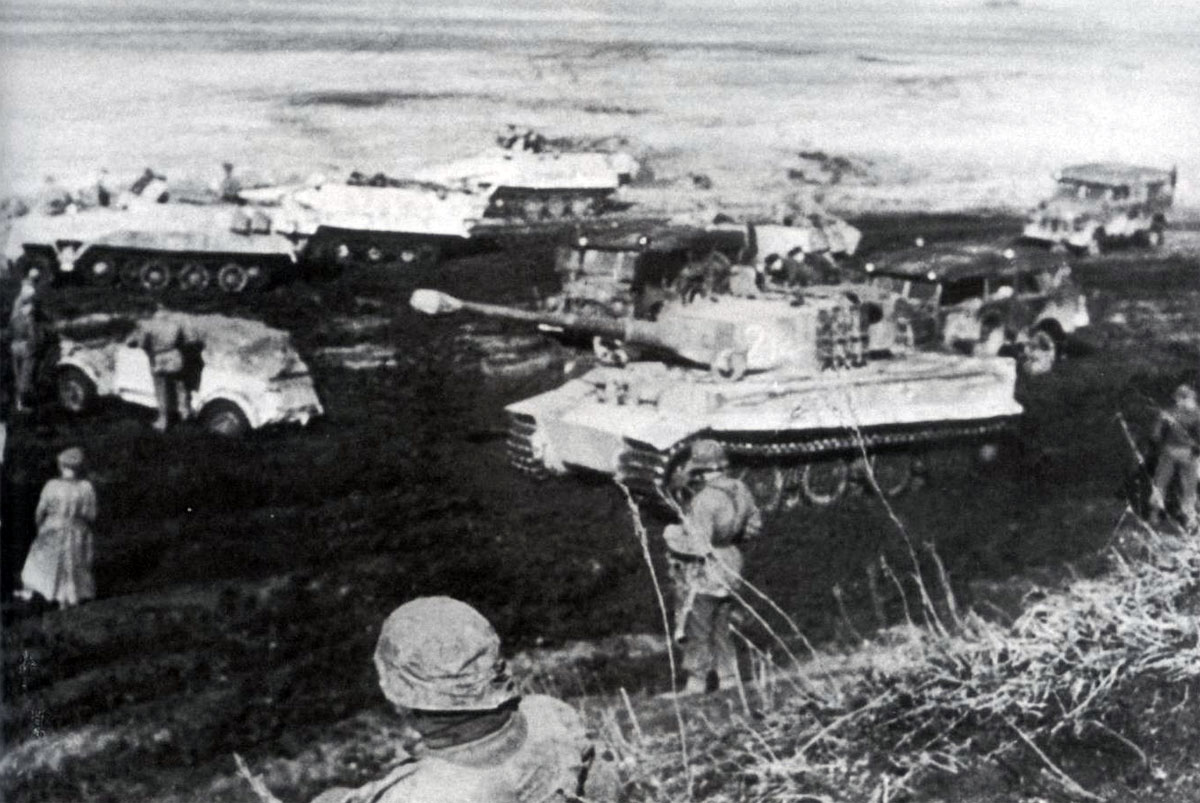
Tigers van Panzerverband Friebe tijdens de ontzettingsaanval op Tarnopol

Van 21 t/m 24 maart 1944 kwam het Panzerverband in actie aan de noordwestzijde van Brody, om hier de aanwezige infanterie te ondersteunen en om te voorkomen dat Brody ingesloten werd door de Sovjettroepen. Op die 24e maart moest het 13e Legerkorps de eenheid echter alweer afgeven, aangezien het Panzerverband de volgende dag een ontzettings- en bevoorradingsaanval zou uitvoeren richting het omsingelde Tarnopol. Deze poging mislukte echter al op dezelfde dag. Van 27 t/m 30 maart was het Panzerverband weer in actie bij Brody, ditmaal aan de zuidwestelijke zijde. Vanaf 29 maart was Schwere Panzer-Abteilung 507 verbonden aan Panzerverband Friebe, maar op geen enkel moment waren alle drie de compagnieën van deze Abteilung tegelijk op hetzelfde punt ingezet. Op 31 maart werd de eenheid weer uit het front gehaald voor een volgende inzet bij Tarnopol. Nu werd in samenhang met de 9. SS-Panzer-Division Hohenstaufen een grotere ontzettingsaanval geplaatst. Van 11 t/m 16 april werd gepoogd om richting Tarnopol op te rukken, maar de beide eenheden kwamen nauwelijks tot de helft. Daarop werd de terugtocht ingezet. Vanaf 17 april 1944 waren de gevechten afgelopen en vanaf 20 maart 1944 verzamelde Panzerverband Friebe zich in het gebied Zborów  - Złoczów als reserve voor het 4e Pantserleger. 

## Einde
Panzerverband Friebe werd in mei 1944 ontbonden, waarbij de afzonderlijke onderdelen terugkeerden naar hun oorspronkelijke eenheden. Oberst Friebe had vanaf 1 april ook officieel al het bevel overgenomen van de 8e Pantserdivisie.

## Sterktes en verliezen
In de volgende tabel zijn de aantallen van de Panzerkampfwagen V Panther van I./Pz.Reg.11 weergegeven, de belangrijkste gepantserde poot van Panzerverband Friebe:
| Datum         | Totaal (= Ist) | Inzetbaar | In korte reparatie | In lange reparatie |
| ------------- | -------------- | --------- | ------------------ | ------------------ |
| 20 maart 1944 | 79             | 65        | 14                 | 0                  |
| 31 maart 1944 | 71             | 14        | 45                 | 12                 |
| 1 april 1944  | 71             | 12        | 39                 | 20                 |
| 10 april 1944 | 75             | 23        | 35                 | 17                 |
| 30 april 1944 | 76             | 58        | 14                 | 5                  |
| 14 mei 1944   | 80             | 63        | 11                 | 6                  |

De totaalverliezen van I./Pz.Reg.11 tijdens de gevechten om Brody waren 8 Panther. Van 10 tot 20 april (dit waren grotendeels de gevechten voor Tarnopol) waren de totaalverliezen 13 Panther.
Daarnaast beschikte Panzerverband Friebe ook gedurende enkele periode over een deel van Schwere Panzer-Abteilung 507. Op 31 maart betekende dit aan Tiger I aantallen:
| Datum         | Totaal (= Ist) | Inzetbaar | In korte reparatie | In lange reparatie |
| ------------- | -------------- | --------- | ------------------ | ------------------ |
| 31 maart 1944 | 29             | 8         | 10                 | 11                 |

De inzetbare Tiger’s bij het Panzerverband waren in deze periode:
| 2 april | 4 april | 6 april | 7 april | 12 april | 13 april | 14 april | 16 april | 18 april | 24 april | 25 april | 26 april | 28 april | 30 april |
| ------- | ------- | ------- | ------- | -------- | -------- | -------- | -------- | -------- | -------- | -------- | -------- | -------- | -------- |
| 9       | 11      | 7       | 7       | 8        | 12       | 12       | 12       | 1        | 13       | 18       | 24       | 25       | 27       |

Tijdens de gevechten rond Tarnopol waren de totaalverliezen aan Tiger’s twee stuks, een op 11 en een op 15 april.

## Commandanten
| Rang   | Naam          | Begin            | Eind     |
| ------ | ------------- | ---------------- | -------- |
| Oberst | Werner Friebe | medio april 1944 | mei 1944 |